# Кхасы
Кхасы (парбатия, пахари; непальск. खस) — этнолингвистическая группа индоарийского происхождения, представители которой проживают на территории Непала, а также индийских штатов Уттаракханд и Химачал-Прадеш и говорящих на кхасском языке. В настоящее время к ним принадлежат представители высших каст — чхетри и бахун. Термин «кхасы» не нашёл распространения в современном мире: в отношении него в Непале существует огромное количество стереотипов с негативной окраской.